# Нісі Нобуюкі
Нобуюкі Нісі (*13 липня 1985) — японський фристайлист, спеціалізується на могулі і паралельному могулі. Народився і проживає в Кавасакі, Японія.

## Кар'єра
На етапах Кубка світу дебютував 6 грудня 2003 в фінській Руці. Тоді він пробився до фіналу і фінішував 11-им, одразу ж заробивши залікові очки. Після цього він постійно брав участь в етапах Кубка світу, Кубка Австралії і Нової Зеландії, Кубка Північної Америки і Кубка Європи. На чемпіонатах світу дебютував у 2007 році. Тоді він двічі був 20-им. Згодом він був включений у склад заявки Японії на Зимові Олімпійські ігри 2010. Там він став 9-им.

## Результати

### Олімпійські ігри
- ЗОІ-2010,  Сайпрес Маунтін — 9 місце

### Чемпіонати світу
- 2007,  Мадонна-ді-Кампільйо — 20 (могул), 20 (паралельний могул)
- 2009,  Інавасіро — 4 (могул), 2 (паралельний могул)
- 2011,  Дір-Веллі — 18 (могул), 3 (паралельний могул)

### Національні чемпіонати
- 2004 — 4 (могул), 18 (паралельний могул)
- 2006 — 5 (могул)
- 2007 — 5 (могул)
- 2008 — 2 (могул), 1 (паралельний могул)
- 2009 — 1 (могул), 1 (паралельний могул)
- 2010 — 2 (могул), 1 (паралельний могул)

### Подіуми на етапах Кубка світу
1. 02/03/2007  Восс — 2 місце (могул)

### Положення в загальних заліках Кубка світу
| Сезон | Загальний залік | Могул    | Паралельний могул |
| ----- | --------------- | -------- | ----------------- |
| 2004  | 155 (2 очки)    | 41 (29)  |                   |
| 2005  | 123 (3)         | 44 (30)  |                   |
| 2006  | 185 (1)         | 58 (11)  |                   |
| 2007  | 47 (16)         | 17 (156) | 30 (23)           |
| 2008  | 61 (14)         | 18 (137) |                   |
| 2009  | 87 (10)         | 24 (87)  |                   |
| 2010  | 57 (13)         | 17 (131) |                   |
| 2011  | 54 (17)         | 14 (182) |                   |
| 2012  | 99 (8)          | 25 (107) |                   |

### Подіуми на етапах Кубка Австралії і Нової Зеландії
Усі подіуми — у Перішері,  Австралія
- 2 перемоги (одна у могулі, інша — у паралельному могулі)
- 1 срібло (могул)
- 2 бронзи (могул)

### Кубки Північної Америки і Європи
Брав участь у цих змаганнях, проте подіумів не досягав. Положення Нобуюкі Нісі в заліках Кубка Європи:
| Сезон | Могул        |
| ----- | ------------ |
| 2010  | 47 (68 очок) |
| 2012  | 70 (0)       |